# Липецкий радиотелецентр РТРС
Липецкий областной радиотелевизионный передающий центр — филиал государственной компании «Российская телевизионная и радиовещательная сеть» (РТРС), основной оператор эфирного цифрового и аналогового телевизионного и радиовещания в Липецкой области, исполнитель мероприятий федеральной целевой программы «Развитие телерадиовещания в Российский Федерации на 2009—2018 годы» по созданию цифровой эфирной телесети в регионе.
Липецкий радиотелецентр РТРС обеспечивает 100 % жителей Липецкой области 20-ю обязательными общедоступными телеканалами и тремя радиостанциями в стандарте DVB-T2, входящими в состав первого и второго мультиплексов цифрового эфирного телевидения, способствует развитию мобильной связи.
До перехода на цифровое телевидение жители региона могли принимать от пяти до 14 аналоговых программ.

## История
Липецкий радиотелецентр создан приказом министерства связи РСФСР в апреле 1960 года. История предприятия началась со строительства в селе Подгорное антенной опоры-башни высотой 180 м и ввода в эксплуатацию радиорелейной линии Москва — Рязань — Мичуринск — Липецк.
В том же году в Липецке вышел в эфир первый передатчик, который обеспечил телевизионное вещание «Первой Московской программы». Через два года введена в эксплуатацию радиовещательная станция «Дождь-2», транслировавшая радиопрограммы в УКВ-диапазоне. В то время в областном центре молодой Липецкой области насчитывалось менее десятка телевизоров, смотреть телепередачи могли немногочисленные семьи, их родственники и соседи.
В 1960—1970 годы велось строительство маломощных радиотелевизионных станций в районах.
В 1966 году в Ельце введена в эксплуатацию станция с сооружением и передатчиком ТРСА 12/12 для трансляции Первой программы ЦТ (2 ТВК).
В 1968 году в Добринке и Данкове введена в эксплуатацию станция вещания с передающим оборудованием ТРСА 12/12 для трансляции Первой и Второй программ ЦТ (8 и 10 ТВК соответственно).
В 1969 году в Чаплыгине введена в эксплуатацию станция вещания с передатчиком ТРСА 12/12, который транслировал на 1 ТВК Первую программу ЦТ.
В 1970 году в Тербунах введена в эксплуатацию станция с передатчиком ТРСА12/12, который транслировал Первую программу ЦТ на 12 ТВК.
В 1973 году в Липецке введены в эксплуатацию передатчик «Якорь 5/1,5» и радиорелейная линия Мичуринск — Липецк. Началась трансляция Второй программы ЦТ.
В сентябре 1974 года в посёлке Лев Толстой введена в эксплуатация станция вещания с сооружением и передатчиком ТРСА 12/12, который транслировал Первую программу ЦТ.
В ноябре 1974 года в Задонске введен в эксплуатацию ретранслятор-преобразователь РПТН-70 для трансляции Первой программы ЦТ на 11 ТВК.
С 1976 по 1978 годы специалисты радиотелецентра реконструировали станцию вещания в Ельце, смонтировали антенную опору высотой 102 м, построили техническое здание, ввели в эксплуатацию телепередатчик и РРЛ «Петровы Круги-Елец».
В 1978—1979 годах в Липецке проведена модернизация станции. Устаревший телевизионный передатчик был заменен на «Зона-2».
К концу 1970-х годов область принимала телевещание в цветном изображении. Тогда же осваивались и применялись спутниковые технологии.
В конце 1980-х годов построена новая радиотелевизионная станция с мачтой в селе Кузьминские Отвержки. Монтаж мачты высотой 354 м в 1987 году впервые в стране проходил не традиционным способом — «ползучим» краном, а с помощью вертолета. В течение месяца в Липецке работал специально приглашенный экипаж Ухтинского авиаотряда, а монтаж реализовали «Липецкстальконструции». Исключительность проекта состояла в том, что до этого дня в стране не было опыта сооружения столь высоких мачт подобным способом. Впоследствии такой вид монтажа антенной опоры применялся и в Ельце в 1996 году, была смонтирована мачта высотой 119 м.
Ввод в эксплуатацию станции Кузьминские Отвержки позволил увеличить число транслируемых в регионе телевизионных программ. В Липецкой области продолжилось строительство новых ретрансляторов и радиорелейных линий. На начало 1990-х годов в Липецке транслировалось шесть телевизионных и радиовещательных программ.
В 1992 году администрация Липецкой области оказала поддержку предприятию, приняв «Программу укрепления материально-технической базы Липецкого ОРТПЦ на период до 1995 года».
В 2001 году Липецкий областной радиотелецентр вошел в состав РТРС на правах филиала.
В начале 2000-х филиал РТРС «Липецкий ОРТПЦ» расширил зону вещания программ ГТРК «Липецк» и телерадиокомпании «Липецкое Время». В 2005 году филиал обеспечил круглосуточную трансляцию телепрограмм «Липецкое время» в регионе.
В конце 2000-х — начале 2010-х годов филиал создал сеть вещания программ «Липецк FM» — единственной радиостанции региона с полностью собственным контентом. В 2010 году филиал начал трансляцию радиостанции в Липецке. В 2011 году позывные «Липецк FM» зазвучали по всей области.

## Деятельность
В 2010-е годы коллектив Липецкого радиотелецентра принял участие в реализации федеральной целевой программы «Развитие телерадиовещания в Российский Федерации на 2009—2018 годы». Основной задачей программы стал перевод телевещания на цифровые технологии. За этот период построены 25 новых передающих станций, модернизированы четыре действующих ретранслятора, включая объекты в Липецке и Ельце. Эти объекты стали основой сети цифрового эфирного телевещания, транслирующей 20 телевизионных и три радиоканала для жителей Липецкой области.
С 2011 по 2014 годы филиал смонтировал региональный центр формирования мультиплексов, сеть доставки транспортных потоков. Они обеспечили возможность трансляции в «цифре» телевизионных программ ГТРК «Липецк» и ТРК «Липецкое время» и подачу цифрового вещания с региональным контентом в кабельные сети Липецка и Ельца.
В 2012 году в Липецке на базе филиала РТРС был открыт центр консультационной поддержки зрителей цифрового эфирного телевидения. Центр предоставлял информационное и техническое содействие жителям области при переходе на цифровой стандарт вещания в регионе. За шесть лет в него обратилось 33 тысяч человек.
В феврале 2015 года в Липецке включен передатчик второго мультиплекса. В мае 2015 года заместитель министра связи и массовых коммуникаций Российской Федерации Алексей Волин дал старт вещанию второго мультиплекса в Ельце. Включение всех передатчиков РТРС-2 в Липецкой области состоялось в декабре 2018 года.
В 2017 году совместно с ВГТРК разработан проект по модернизации сети эфирного ОВЧ-вещания радиостанции «Радио России». В 2022 году он реализован на 100 %.
В марте 2018 года в Липецкой области стали доступны цифровые программы ГТРК «Липецк» на телеканалах «Россия 1», «Россия 24» и радиостанции «Радио России».
15 апреля 2019 года филиал РТРС выключил аналоговую трансляцию 20 федеральных телеканалов в Липецкой области, и регион завершил переход на цифровое телевидение. Этому предшествовала информационно-разъяснительная кампания среди населения.
В июне 2019 года в Липецке построена и введена в эксплуатацию подъемная земная спутниковая станция.
29 ноября 2019 года Липецкий филиал РТРС начал включение цифровых программ областной телерадиокомпании «Липецкое время» в эфирную сетку телеканала ОТР в составе первого мультиплекса.
В целях повышения качества и надежности вещания программ ГТРК «Липецк», в 2022 году была проведена модернизация схемы доставки сигнала от аппаратно-студийного комплекса до регионального центра формирования мультиплекса РТПС Кузьминские Отвержки.
В 2021-2024 на территории Липецкой области реализуется национальный проект "Цифровая экономика". На 12 объектах филиала размещено оборудование базовых станций беспроводного широкополосного доступа.
В августе 2023 года завершена работа по созданию технологической сети передачи данных для организации резервной подачи программ РТРС-1 и РТРС-2 с сохранением локализации и регионализации, и работы технических средств охраны в режиме реального времени.
В сентябре 2023 года осуществлена инвентаризация и постановка на государственный учет стационарных источников выбросов вредных (загрязняющих) веществ в атмосферный воздух с разработкой необходимых отчетных документов на 20 площадок филиала с ДГУ.
В мае 2024 года завершены работы по обеспечению электроснабжением всей сети вещания по II категории надежности.

## Организация вещания
Филиал РТРС «Липецкий ОРТПЦ» транслирует в области 20 телеканалов и три радиостанции в цифровом стандарте, а 14 радиостанций в аналоговом стандарте.
Инфраструктура эфирного телерадиовещания филиала РТРС в Липецкой области включает:
- административное здание;
- два технических здания для размещения и базирования аварийно-профилактических групп;
- центр формирования мультиплексов;
- 32 передающие станции;
- 40 антенно-мачтовых сооружений;
- 60 приемных земных спутниковых станций;
- передающую земную спутниковую станцию;
- 29 цифровых радиорелейных станций;
- 682 км цифровых радиорелейных линий связи[51].

## Научно-технические изыскания
В 2009 году Алексей Болучевский, на тот момент заместитель директора филиала, разработал и внедрил автоматизированный программно-аппаратный телеметрический комплекс для контроля оборудования, размещенного на необслуживаемых удаленных объектах. Реализована возможность одновременного получения данных как с современных передатчиков, так и с передатчиков старого поколения без портов ввода-вывода данных. Комплекс обслуживал в филиале сеть аналогового вещания.

## Награды
В 2005 и 2010 годах филиал РТРС «Липецкий ОРТПЦ» признан победителем по результатам корпоративного конкурса в номинации «Лучший филиал». В 2020 году представители Липецкого радиотелецентра РТРС получили госнаграды Российской Федерации.